# Sten Kallenberg
Sten Karl Anton Kallenberg, född 11 oktober 1889 i Kristianstad, död 17 november 1960 i Skarpnäcks församling, var en svensk kemist.
Sten Kallenberg var son till hovrättsrådet Frithiof Kallenberg och brorson till Ernst A. Kallenberg. Han avlade mogenhetsexamen i Kristianstad 1907 och blev 1910 filosofie kandidat och 1914 filosofie licentiat vid Lunds universitet och 1919 filosofie doktor vid Uppsala universitet. 1913–1914 studerade Kallenberg vid Wiens universitet och efter amanuenstjänst i geologi och mineralogi i Lund 1908–1915 var han 1916–1919 och 1921 assistent och 1921–1930 förste assistent i organisk kemi vid Tekniska högskolan, där han även var docent i organisk kemi och 1920 tillförordnad professor i oorganisk kemi. 1920–1927 var han därutöver assistent vid Ingenjörvetenskapsakademiens kraft- och bränsleutredning. Kallenberg var från 1930 lektor i kemi med mineralogi, kemisk teknologi med mera vid Tekniska gymnasiet i Örebro. Han var även verksam som läroboksförfattare och utgav avhandlingar i mineralkemi, organisk kemi och teknisk kemi. Kallenberg är begravd på Sankt Pauli mellersta kyrkogård i Malmö.